# Loppa kommun
Loppa kommun (norska: Loppa kommune, nordsamiska: Láhpi suohkan, kvänska: Lappean komuuni) är en kommun i Finnmark fylke i norra Norge. I kommunen ingår fågelön Loppa tillsammans med Silda och flera mindre öar. Kommunens centralort Øksfjord ligger dock på fastlandet.
I kommunen finns Øksfjordjøkelen, Norges femte största glaciär och den enda som kalvar direkt i havet. Den har kommunens högsta punkt, 1 204 meter över havet.

## Administrativ historik
Loppa kommun bildades 1839 i samband med införandet av Norges kommunsystem. 1853 delades kommunen och Hasviks kommun bildades.
År 1959 blev fiskeläget Bergsfjord kommunens centralort, men 1964 flyttade administrationen in i sina nuvarande lokaler i Øksfjord.

## Kommunvapen
I kommunvapnet är en skarv avbildad. Skarven valdes eftersom den är en skicklig fiskare och fisket dominerar som näring i kommunen. Den gula färgen symboliserar de inkomster fisket ger.

## Tätorter
I Loppa kommun finns en tätort:
- Øksfjord (centralort)

## Socknar
Inom Norska kyrkan motsvaras Loppa kommun av Loppa socken i Alta prosteri i Nord-Hålogalands stift.

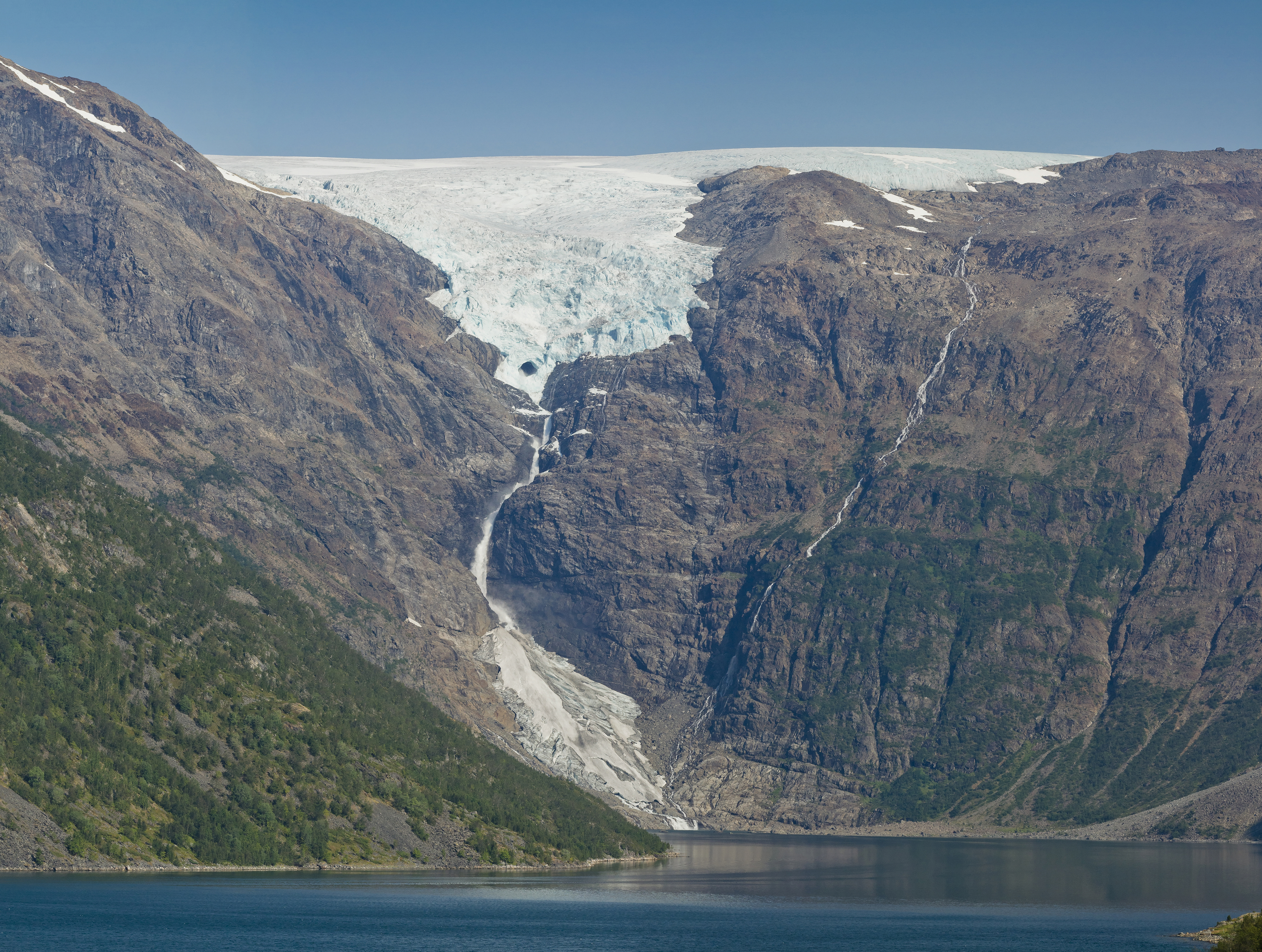
Øksfjordjøkelen.